# Bambusa xueana
Bambusa xueana är en gräsart som beskrevs av Dieter Ohrnberger. Bambusa xueana ingår i släktet Bambusa och familjen gräs. Inga underarter finns listade i Catalogue of Life.